# Aru (territoire)
 (novembre 2023).
Si vous disposez d'ouvrages ou d'articles de référence ou si vous connaissez des sites web de qualité traitant du thème abordé ici, merci de compléter l'article en donnant les références utiles à sa vérifiabilité et en les liant à la section « Notes et références ».
Pour les articles homonymes, voir Aru.
Le territoire d'Aru est une entité administrative déconcentrée de la province de l'Ituri en république démocratique du Congo. Le territoire est situé au Nord de la province de l'Ituri  à l'Est de la RDC.
Le territoire d'Aru est limité :
° Au nord par la république du Soudan du Sud,
°  A l'Est par la république de l'Ouganda,
°  Au Sud par les territoires  de Djugu et Mahagi (tous deux en province de l'ituri),
° A l'ouest par le territoire de Faradje et Watsa (tous en province de Haut-Uéle).

## Histoire
Le territoire d'Aru a été créé en 1956 après avoir été détaché du territoire de Mahagi où il était sous conduite.

## Géographie

### Situation géographique
- Chefferies :7
- Superficie : 6 749 km2
- Population : 1421532

### Coordonnées géographiques
Longitude : entre 30°10'et 30°90' de longitude Est
Latitude : 2°40'et 3°65' latitude Nord
Altitude : l'altitude moyenne est de 1 300 mètres au-dessus du niveau de la mer.

## Langue
En outre des langues officielles qui sont parlées sur toute l'étendue du territoire national, dont le français et l'anglais ; les langues locales parlées sont :
- Lingala,
- Swahili,
- Lubgaranti,
- Kakwa,
- Ndo,
- Omoti.

Les  langues des tribus autochtones  sont plus parlée avec en tête Lugbarati suivi de Omoti. Le Lingala étant une des langues nationales, c'est la langue la plus parlée en territoire d'Aru. Le Swahili est surtout parlée par une portion  de population venue d'autres territoires du pays mais aussi sous l'influence  de la frontière avec l'Ouganda où cette langue également parlée.

## Climat
Le territoire d'Aru connaît  un climat tropical humide du type Af selon la classification de Kopen. Il est plus ou moins doux avec alternance de deux saisons : la saison sèche qui couvre la période  allant de novembre à février et celle de pluie qui s'étend de mars à octobre. La température annuelle moyenne est de 25 °C.

## Hydrographie
Les rivières Aru, Kibali et Nzoro sont les principaux cours d'eau qui traversent le territoire d'Aru. La rivière Aru a pour affluents Onyi, Mati, Asada, Ofoo, Agobi, Adraa. La rivière Kibali est alimentée par ses affluents Lokoro, Lowa, Tole, Aroa, Kiya et Mii. Les affluents de Nzoro sont : Ebi, Kibi, Kaliga, Aka, et Aro.
La rivière Nzoro permet d'alimenter toute la province de l'Ituri, voire les pays voisins en électricité si un barrage hydroélectrique s'y était construit .

## Végétation
Le territoire d'Aru est situé dans une zone de savane steppique au nord-est, herbeuse au centre et au  sud, et boisée à l'ouest avec quelques galeries forestières en secteur des Ndo ainsi qu'à l'ouest des chefferies des Kakwa et Kaliko/Omi. Il existe également une petite forêt dense de type équatorial à Endru en secteur des Ndo.

## Sol et sous-sol
Le sol  du territoire d'Aru est  argilo-sableux et sablo-argileux . Quant sous-sol, le territoire d'Aru regorge de l'or exploité artisanalement en certains endroits: Apodo en  chefferie des Aluru et Shaba en secteur des Ndo. Le fer fut exploité de la même manière par la communauté Ndo à l'époque ancestrale pour la fabrication des outils aratoires: flèches, lances, et autres. Aujourd'hui les forges semblent disparues et les minerais demeurent en veille.

## Situation économie
Le territoire d'Aru est une entité  à vocation fortement agro-pastorale. La population pratique une agriculture destinée avant tout  à l'autoconsommation. Une autre partie de cette production est destinée au marché local et à accroître  le revenu ménager.
Le manioc, le maïs, le haricot, les arachides, le sorgho et le riz constituent les principaux produits de base. En outre, les agrumes sont produits en territoire d'Aru: cette catégorie est essentiellement importés de l'Ouganda voisin où se trouvent des industries agroalimentaires.
L'élevage des gros bétails (bovins) compte 144 926 têtes. Le petit bétail compte 307 142 têtes et il comprend 3 principales spéculations; les caprins qui sont les plus élevés (54,7 %), les ovins représentent 31,6 % en dernière position viennent les porcins avec 17,7 %.
Le commerce dans ce territoire est bien développé car il est frontalier a deux pays (l'Ouganda et le Soudan du Sud). Le petit commerce est pratiqué pour couvrir les besoins primaires.
Les activités économiques qui sont effectuées en territoire d'Aru sont :
- Agriculture (70 %),
- Elevage (60 %),
- Commerce (5 %),
- Artisanat (3 %).

## Santé
La situation sanitaire du territoire d'Aru se présente comme suit :
- Nombre d'hôpitaux : 16
- Nombre de centres de santé : 106
- Les maladies récurrentes concernent : le paludisme, les maladies diarrhéiques, les infections respiratoires aiguës (IRA), les infections sexuellement transmissibles (IST), la fièvre typhoïde, l'anémie.

Les IST en territoire d'Aru sont surtout favorisées  par la position frontalière qu'occupe ce territoire. Les maladies diarrhéiques affectent plus les enfants de moins de 5 ans de par leur vulnérabilité. L'insuffisance, voire le manque d'eau potable et le non-respect des conditions hygiéniques sont les principales causes des maladies diarrhéiques.

## Éducation
Sur le plan éducationnel, le territoire d'Aru compte :
- Au total 763 écoles, dont 560 primaires et 202 secondaires réparties en 3 sous-divisions. La sous-division d'Ariwara compte en elle seule 413 écoles, soit 54,2 % d'effectif total. Le taux de scolarisation est encore faible en territoire d'Aru et cela surtout au niveau de primaire. En effet, nombre des parents préfèrent scolariser leurs enfants primaire dans des écoles de l'Ouganda voisin, cela se justifie par le fait qu'en Ouganda la scolarité au niveau de primaire est totalement gratuite. Une plus grande majorité de ces élèves reviennent poursuivre le cycle secondaire en RDC, car il trop coûteux  en Ouganda (pris en charge par les parents cette fois-ci). Comme ailleurs l'abandon est surtout dû au faible revenu des parents en général et au mariage précoce des filles.
- 4 institutions universitaires, dont 3 trois instituts supérieurs et 1 université.

## Administration

### Commune
Le territoire compte une commune rurale de moins de 80 000 électeurs.
- Aru, (7 conseillers municipaux)

#### Chefferies et secteur
Le territoire compte 8 collectivités dont 7 chefferies et 1 secteur, constituées 47 groupements :
| Subdivision              | Statut            |
| ------------------------ | ----------------- |
| Chefferie des Aluru      | Chef-lieu Adranga |
| Chefferie des Kakwa      | Chef-lieu Kumuru  |
| Chefferie des Kaliko-Omi | Chef-lieu Mado    |
| Chefferie des Lu         | Chef-lieu Yuku    |
| Chefferie des Nio-Kamule | Chef-lieu Ondolea |
| Chefferie des Otso       | Chef-lieu Otse    |
| Chefferie des Zaki       | Chef-lieu Nderi   |
| Secteur des Ndo          | Chef-lieu Alo     |